# Циммерман, Иоганн Баптист
Иоганн Баптист Циммерман (нем. Johann Baptist Zimmermann; 3 января 1680, Гейспойнт, Вессобрунн — 2 марта 1758, Мюнхен) — немецкий архитектор, живописец и лепщик-декоратор, «штукатор» (Stuckateur) южно-немецкого барокко и рококо. Работал вместе с младшим братом Доминикусом Циммерманом (30 июня 1685, Гейспойнт — 16 ноября 1766, Вис, Вайльхайм-Шонгау, Верхняя Бавария) — также архитектором и лепщиком-декоратором в своеобразном южно-немецком барочно-рокайльном стиле.

## Биография и творчество
Иоганн Баптист Циммерман вырос в ремесленной среде так называемой школы Вессобрунна (до 1853 года Гайспойнт, Верхняя Бавария), известной своими мастерами декоративной резьбы по дереву и гипсу (стукко). Его родителями были штукатур Элиас Циммерман (1656 — ок. 1696) и Юстина Циммерман, урождённая Рормозер (? —1717). Иоганн получил образование художника в Аугсбурге. 28 марта 1705 года он женился на Элизабет Остермайр, которая была на службе у графини Макслрайн, а в 1707 году поселился в районе Маркт Мисбах, где родились и крестились его пятеро детей, в том числе его сыновья и близкие соратники Иоганн Йозеф и Франц Михаэль. Вероятно, работал лепщиком-штукатуром до 1720 года.
В 1715 году Иоганн поселился в резиденции князя-епископа в городе Фрайзинге (Верхняя Бавария), работал в монастыре Оттобойрен. Там он познакомился с венецианцем Якопо Амигони, который в 1719 году создал роспись потолка в этой монастырской церкви. Вероятно, именно при его посредничестве к Циммерману было привлечено внимание придворного архитектора Йозефа Эффнера. Так Циммерман получил свой первый заказ от мюнхенского двора на создание лепного декора дворца Шлайсхайм. В 1729 году он был назначен придворным лепщиком-декоратором. В 1732 году создал фрески для принца-епископа в Ноймюнстеркирхе в Вюрцбурге, а в 1724 году для главного алтаря церкви — картину «Иоганн на Патмосе».
В качестве лепщика и фрескиста Иоганн Баптист Циммерман сотрудничал со своим братом Домиником, архитектором. В то время как в других странах Европы фресковая живопись уже в первой половине XVIII века находилась в упадке, в Южной Германии она процветала. Братья Циммерман принадлежали к тому же поколению, что и братья Азам, они стали ведущими мастерами раннего баварского рококо.
Доминикус Циммерман жил в Ландсберге-на-Лехе (Верхняя Бавария), где был мэром с 1748 по 1753 год. Он умер возле церкви паломников в Висе (Wieskirche) близ Штайнгадена (Вайльхайм-Шонгау, Верхняя Бавария) в 1766 году.
В своих плафонных росписях Иоганн Баптист Циммерман вводил архитектурные обрамления, подчёркивающие ракурсное решение центральных фигур. Два брата вместе работали над многими церквями и другими зданиями в Баварии, включая дворец Нимфенбург и резиденцию в Мюнхене. Вершина искусства братьев Циммерман — Большой зал в замке Нимфенбург (1757), церковь паломников в Висе близ Штайнгадена (1745—1754), церковь в Штайнхаузене (Швейцария).

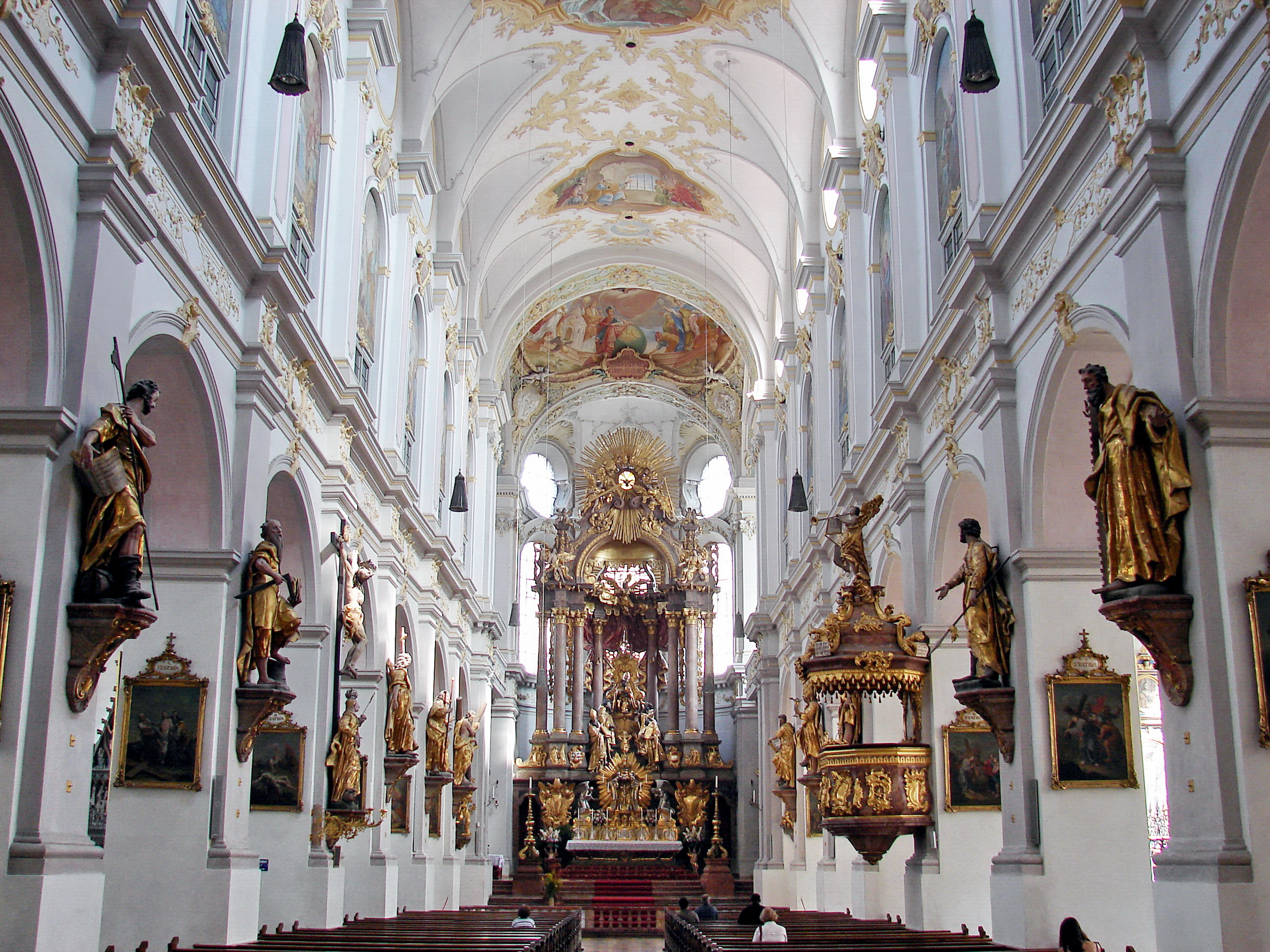
Церковь Святого Петра в Мюнхене Интерьер
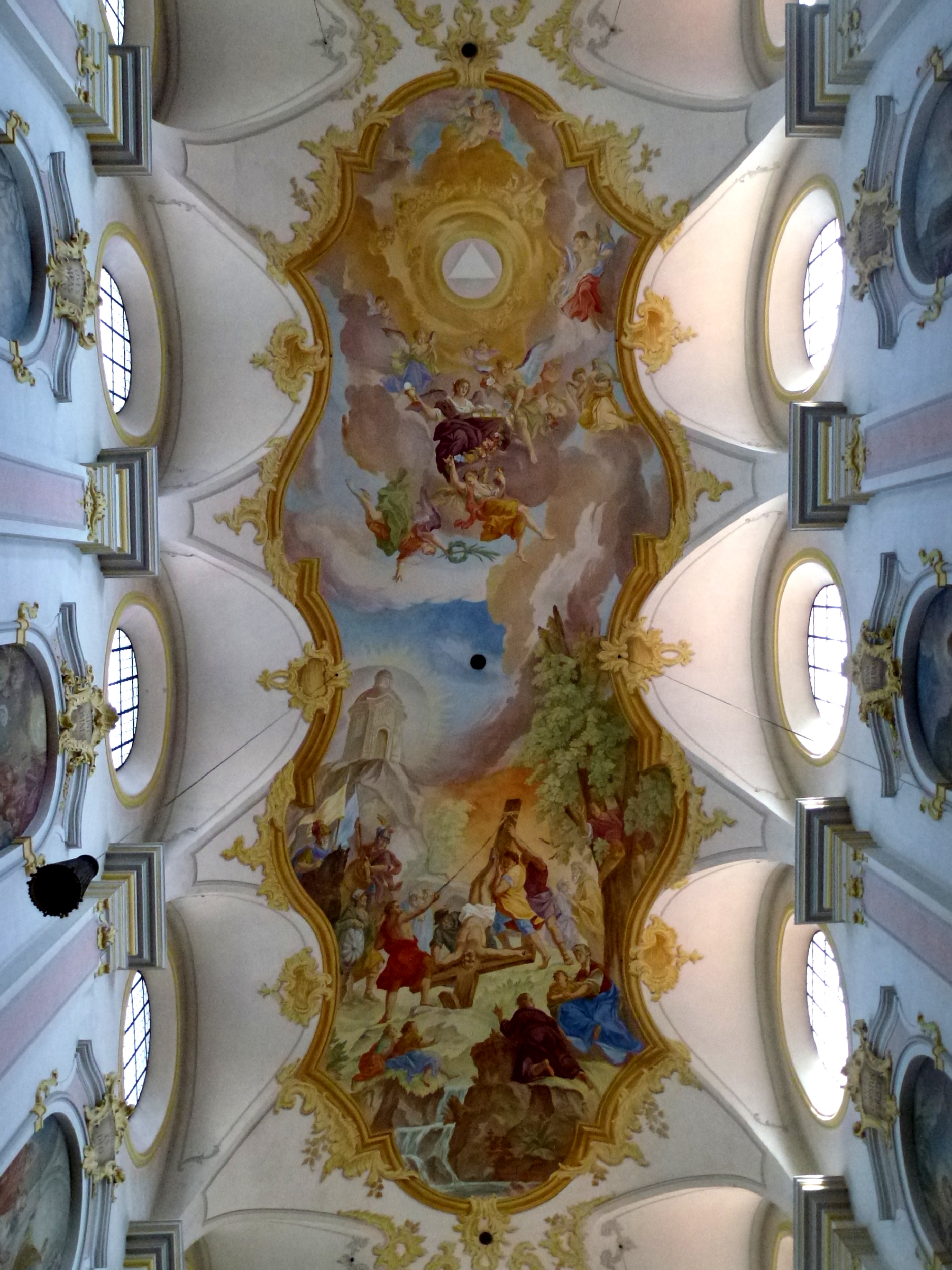
Роспись плафона церкви Святого Петра в Мюнхене. Ок. 1750 г.
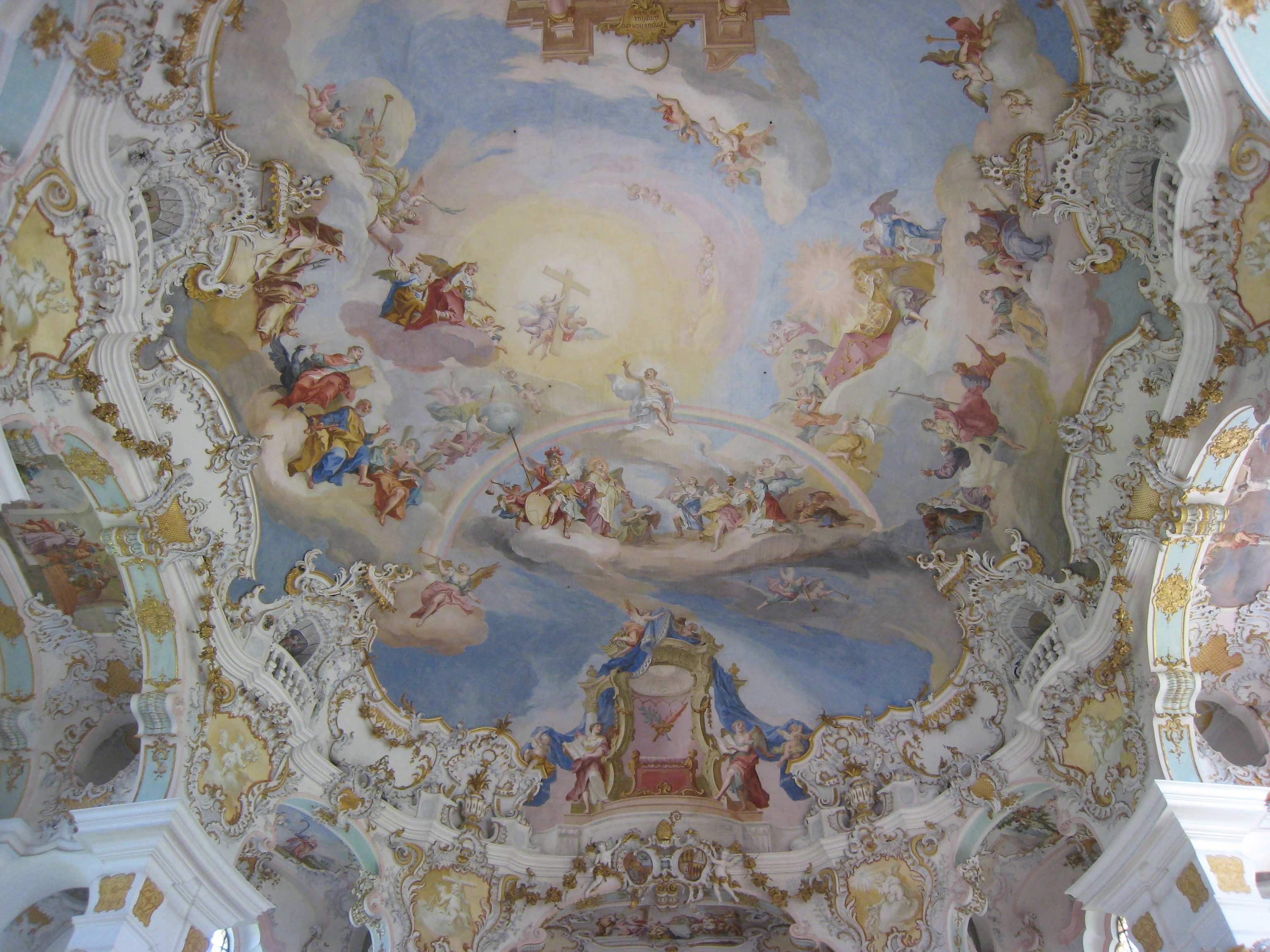
Роспись плафона церкви в Висе близ Штайнгадена. 1745—1754
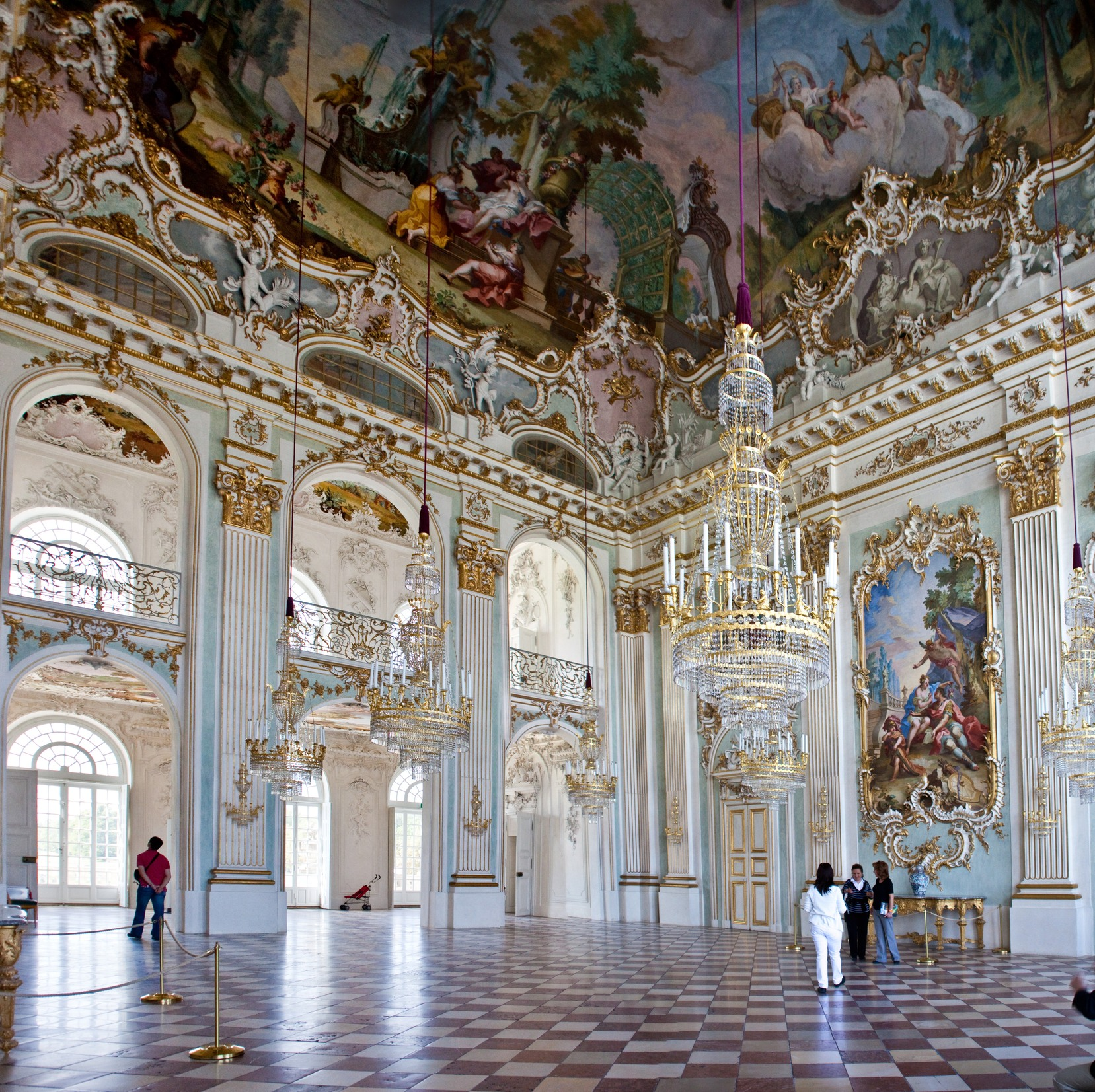
«Каменный зал» дворца в Нимфенбурге
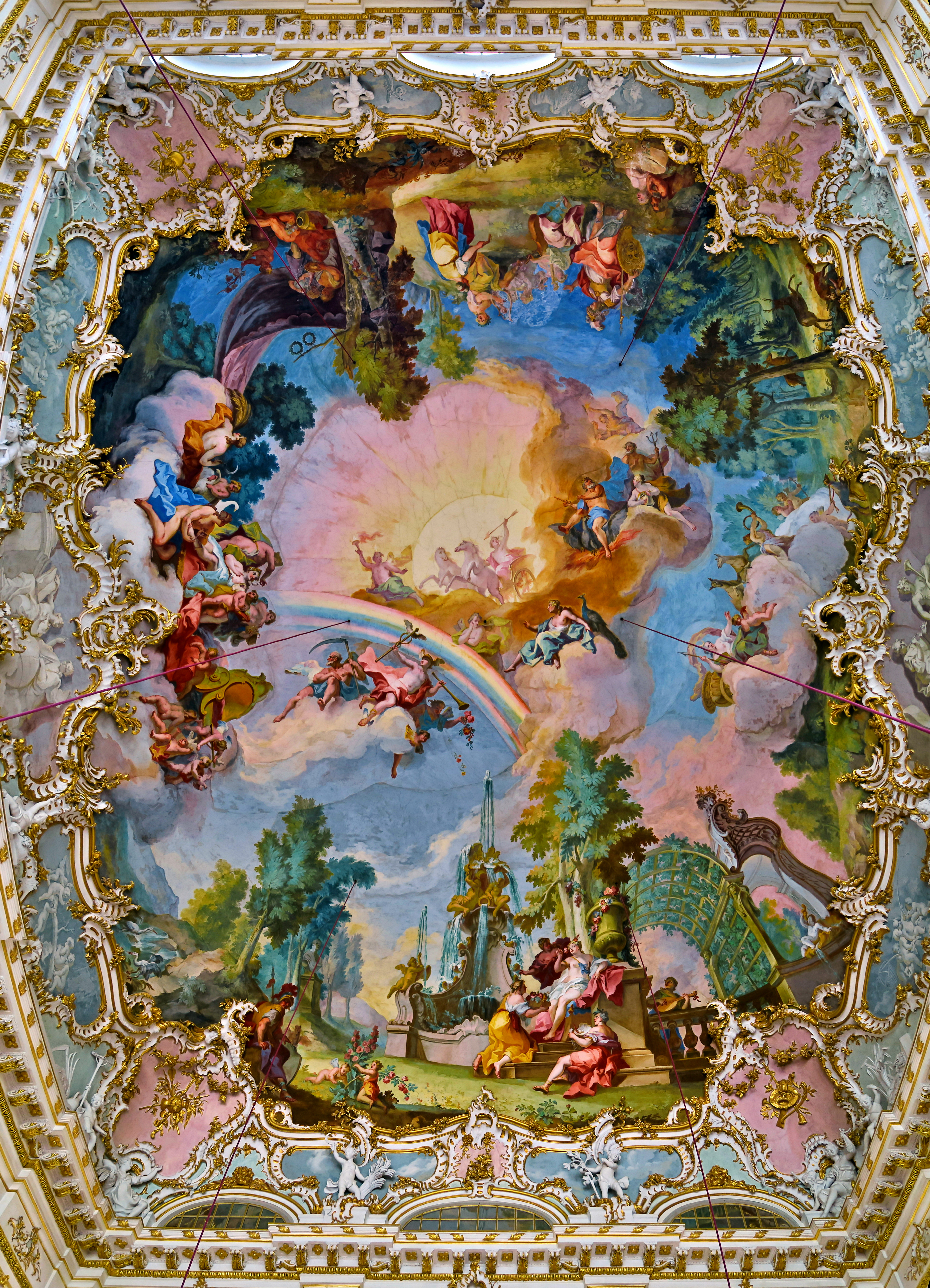
Роспись плафона «Каменного зала» дворца в Нимфенбурге. 1757
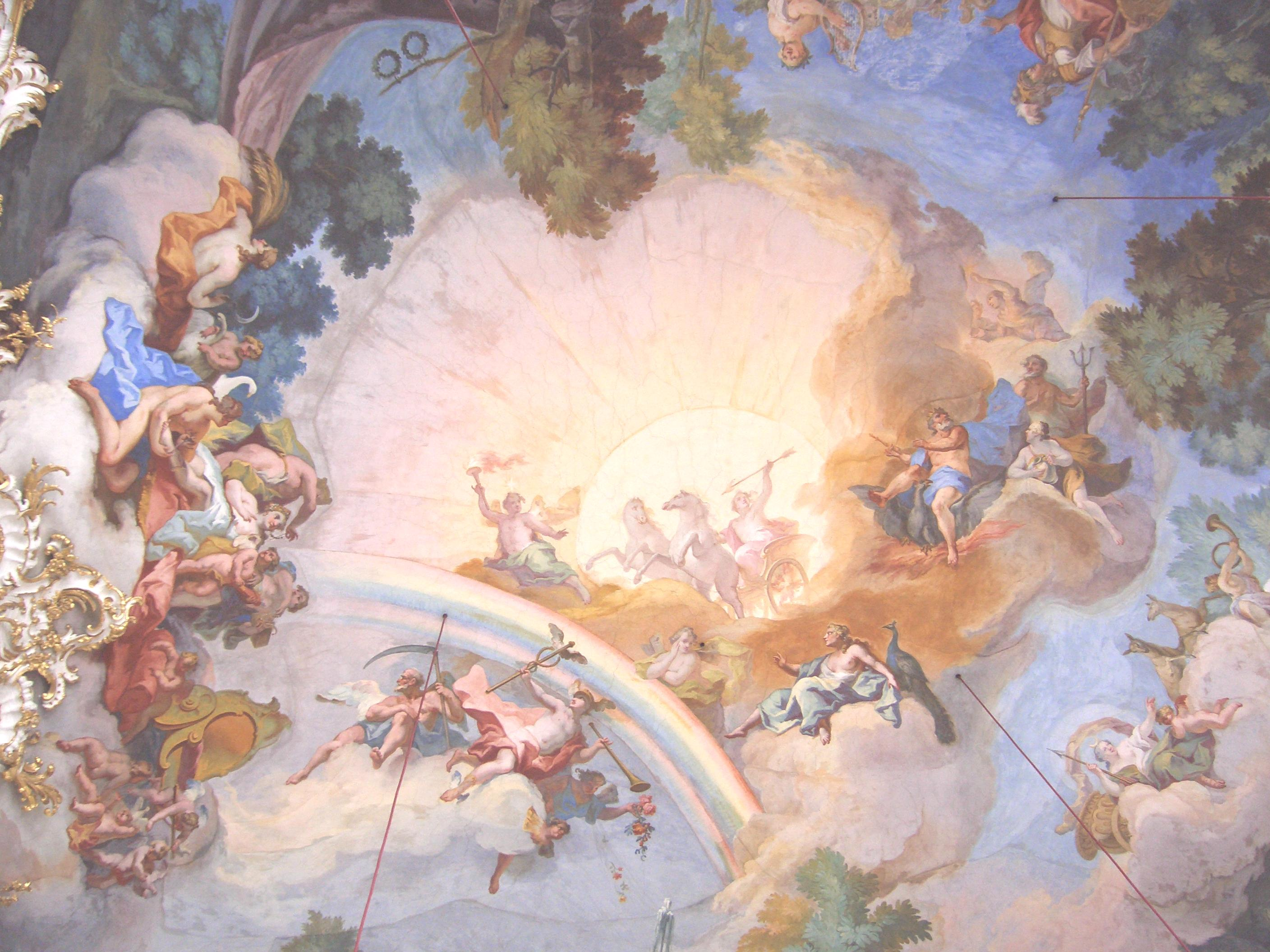
Роспись «Каменного зала». Деталь